# Specifické potřeby žáka s diabetem prvního typu
Diabetes mellitus nezasahuje pouze do života nemocného, týká se víceméně všech v jeho blízkém prostředí. Ačkoliv diabetik o svůj stav zpravidla sám pečuje, jeho okolí by mělo být obeznámeno se základními principy a režimovými opatřeními a zvláštnostmi, které provázejí diabetika po celý život.

## Klasifikace ve školní oblasti
Dle § 16 Zákona o předškolním, základním, středním, vyšším odborným a jiným vzděláváním je jedinec s diabetem mellitem 1. typu zařazen do skupiny osob se zdravotním znevýhodněním. V § 16 se dále uvádí, že toto dlouhodobé onemocnění může posléze vést k poruchám učení a taktéž chování, což vyžaduje zohlednění při vzdělávání. Školní zařízení je odpovědno za to, že svým zaměstnancům uloží za povinnost poskytnout žákovi ochranu a případně potřebnou pomoc. Školní personál by měl být náležitě proškolen, co se typických projevů a možných rizik týče. Dbát by se mělo rovněž i na podporu duševního zdraví nemocného, neb vyrovnávání s celoživotním onemocněním může být těžké. Z toho důvodu sehrává klíčovou roli i spolupráce s rodiči nemocného. 
„Společným cílem rodičů, pedagogů i lékařů by mělo být, aby dítě s diabetem bylo mezi spolužáky handicapováno co nejméně. Každý z nich může svým dílem přispět k tomu, aby se dítě cítilo dobře a vinou diabetu nestrádalo, aby vyrůstalo v harmonickou osobnost a na prahu dospělosti úspěšně nalezlo svoji identitu v životě osobním i profesionálním.“ 

## Preventivní opatření
1. Umožnit diabetikovi změřit si kdykoliv podle jeho potřeb hodnotu cukru v krvi a aplikovat si inzulin.
2. Měření hladiny krevního cukru/aplikace inzulinu by měla probíhat v čistém prostředí bez rušivých elementů. Neměla by proběhnout ve spěchu nebo v pohybu.
3. Rodičům nemocného umožnit doprovázet své dítě na mimoškolních akcích (sportovní výcviky, několikadenní pobyty apod.). S příchodem 15. roku se již očekává samostatnost léčeného.
4. Spolužáci by měli být o stavu informováni. Dítě by se nemělo cítit kvůli svému zdravotnímu znevýhodnění odstrčeno. Psychický stav dítěte rovněž ovlivňuje stav diabetu.
5. Diabetik má právo přednostního výdeje stravy ve školní jídelně. Dlouhé prodlení mezi aplikací inzulinu a přijetím jídla by mohlo zapříčinit nežádoucí hypoglykémii.

## Možná rizika
1. Diabetické dítě by mělo jíst až šestkrát denně. Při porušení pravidelného režimu mohou nastat výkyvy v hodnotách krevního cukru.
2. Pohybově náročnější aktivity (např. hodina tělocviku) jsou podmíněny předešlým dávkám vpichovaného inzulinu a přijaté stravy. Vyučující by měl dohlédnout či optat se, jestli žák potřebné provedl.
3. Pakliže se žák v hodině tělesné výchovy silně přetíží, vyvstává opět riziko hypoglykémie (slabost, pocení, třes rukou, bušení srdce, vlčí hlad, zvracení), které je potřeba akutně řešit.
4. Při rozpoznání hypoglykémie musí žák okamžitě přestat s pohybovou aktivitou, jinak hrozí další snížení již nízké hladiny. Žák by měl neprodleně přijmout nejlépe sladkou tekutinu, jež účinkuje nejrychleji.
5. V případě těžké hypoglykémie, kdy žák nereaguje, svíjí se v křečích nebo zvrací, je zapotřebí okamžitě volat zdravotnickou záchrannou službu. Podání nápoje nebo jídla do úst se nedoporučuje kvůli možnému vdechnutí.[3]